# Hydlide 3: The Space Memories
Hydlide 3: The Space Memories est un jeu de rôle de type action-RPG sorti uniquement au Japon, développé par T&E Soft, et édité par Namco. Il s'agit de la suite d'Hydlide II: Shine of Darkness sorti uniquement au Japon également.

## Versions
Il existe un grand nombre de versions de ce jeu, dont presque toutes sont sorties uniquement au Japon :
- Les premières versions sont sorties sur PC-88 le 21 novembre 1987 et sur MSX (1 et 2) en décembre 1987[3],[4].
- Ensuite le jeu fut adapté sur Sharp X1 en juillet 1988.
- Une version Famicom voit le jour en février 1989. Cette dernière comportait le sous-titre: Les visiteurs des ténèbres (闇からの訪問者, Yami Kara No Houmonsha?)
- Toujours en 89, le jeu également est adapté sur Mega Drive sous le nom de Super Hydlide. Cette version sera la seule à voir le jour en dehors du Japon. (Elle sortira aux États-Unis en 1990, et en Europe en 1991. Elle est par conséquent la plus "connue" dans le monde, malgré son manque de succès en dehors du japon.)
- Une version plus aboutie graphiquement sortira sur Sharp X68000 et PC-98 en 1990 sous le nom de Hydlide 3 Special Version adapté par Thinking Rabbit. Sur le plan visuel, cette version est plus évoluée, mais aussi très différente car dans un esprit plus "enfantin".
- Une version Windows 95/98 avec des graphismes et des musiques améliorés sortira le 26 novembre 1999 sous le nom Hydlide 3 Gold Pack
- La dernière version en date, Hydlide 3Ev pour téléphone mobile, date du 1er mars 2005 et a été édité par Nolis Soft.

## Synopsis
À Fairyland, une gigantesque explosion ouvrit une grande faille dans la terre et les monstres furent de retour dans le monde de Fairyland. Jim, un jeune héros fut désigné pour trouver la source du mal et sauver l'univers.

## Musique
Un CD de l'OST du jeu (composé à l'origine par Shigeru Tomita) est sorti au Japon le 21 juin 1988. Il comporte des morceaux remixés par Michiaki Kato. Des musiques de ce jeu ont aussi été remixées (par Daisuke Asakura) dans un autre CD sorti en 2001 sous le nom Hydlide Music Collection Renewal, qui reprenait diverses musiques de différents jeux de la série Hydlide.
À noter : La version Super Hydlide contient deux pistes supplémentaires : Big Monster et Disappear. De plus, les pistes O.M.I.S.E (dans les boutiques) Chaos Separater (la carte principale) Fairyland et Mysterious Dimension ont été changés par rapport à Hydlide 3. Les remix sont celles des versions originales, pas des pistes de Super Hydlide.
En outre, la version Super Hydlide a intégré sur la carte une grotte spéciale où on peut notamment écouter toutes les pistes du jeu.